# Ces gens-là (album)
Albums de Jacques Brel
Les Bonbons
(1966) Jacques Brel 67
(1967)
Ces gens-là est le huitième album studio de Jacques Brel, publié à l'été 1966. 
Sans titre à l'origine, il est désormais identifié par celui de la chanson qui ouvre le disque. Ce 33 tours 30 cm compile les titres du 33 tours 25 cm Jacky paru fin 1965 et quatre titres enregistrés antérieurement et publiés sur le 25 cm Mathilde.

## Autour de l'album
Discographie et références originales :
1966 :
- 33 tours Barclay 80323S Ces gens-là[2]

1965 :
- 33 tours 25cm Barclay 80 284[3],[4] Jacky
- super 45 tours Barclay 70 900 M : Ces gens-là - Jacky - L'âge idiot[5]
- super 45 tours Barclay 70 901 M : Fernand - Grand-mère - Les Désespérés[6]

1963 :
- 33 tours 25cm Barclay 80222S[7] Mathilde

1964 :
- super 45 tours Barclay 70635 : Mathilde, Tango funèbre, Titine, Les Bergers[8]
- super 45 tours Barclay 70636 : Jef, Les Bonbons, Au suivant, Le dernier repas[9]

## Liste des titres
| 1. | Ces gens-là      |                                | 4:38 |
| 2. | Jef              |                                | 3:35 |
| 3. | Jacky            | Jacques Brel, Gérard Jouannest | 3:23 |
| 4. | Les Bergers      |                                | 2:44 |
| 5. | Le Tango funèbre | Gérard Jouannest               | 2:42 |

| 6.  | Fernand        | 5:14 |
| 7.  | Mathilde       | 2:34 |
| 8.  | L'Âge idiot    | 3:42 |
| 9.  | Grand-mère     | 3:39 |
| 10. | Les Désespérés | 3:47 |

La réédition CD de 2003 ajoute les bonus suivants : 
| No  | Titre                                                                    | Auteur                        | Compositeurs                  | Durée |
| --- | ------------------------------------------------------------------------ | ----------------------------- | ----------------------------- | ----- |
| 11. | Mijn vlakke land (Le Plat Pays - extrait EP 1965)                        | Ernst Van Altena (adaptation) |                               | 2:52  |
| 12. | Rosa (en flamand - extrait EP 1965)                                      | Ernst Van Altena              |                               | 2:47  |
| 13. | De burgerij (Les Bourgeois - extrait EP 1965)                            | Ernst Van Altena              | Jacques Brel, Jean Coti       | 3:00  |
| 14. | De nuttelozen van de nacht (Les Paumés du petit matin - extrait EP 1965) | Ernst Van Altena              | Jacques Brel, François Rauber | 4:14  |

## Crédits

### Musiciens
- Jean Corti : accordéon (non crédité)
- Gérard Jouannest : piano (non crédité)

### Production
- Arrangements et direction d'orchestre : François Rauber
- Prise de son : Gerhard Lehner (non crédité)
- Crédits visuel : Alain Marouani, Hubert Grooteclaes